# Бодешть (Алуну, Вилча)
Бодешть, Бодешті (рум. Bodești) — село у повіті Вилча в Румунії. Входить до складу комуни Алуну.
Село розташоване на відстані 193 км на захід від Бухареста, 44 км на захід від Римніку-Вилчі, 82 км на північ від Крайови.

## Населення
За даними перепису населення 2002 року у селі проживали 383 особи, усі — румуни. Усі жителі села рідною мовою назвали румунську.